# الدوري اللوكسمبورغي لكرة السلة
الدوري اللوكسمبورغي لكرة السلة هو دوري كرة سلة للمحترفين في لوكسمبورغ تأسس في 1934 يلعب فيه 10 فرق. يعتبر فريق سبورتينغ بيتيمبورغ هو الأكثر تتويجا باللقب.

## أبرز الفرق
- سبورتينغ بيتيمبورغ

## وصلات خارجية
- الموقع الإلكتروني